# Una boccata d'aria
Una boccata d’aria (Coming up for air) è un romanzo di George Orwell del 1939.
Nel 1937 Orwell trascorse alcuni mesi combattendo nella guerra civile spagnola, durante la quale fu ferito alla gola da un cecchino fascista a Huesca. Gravemente malato, nel 1938 gli fu consigliato di trascorrere l'inverno in un clima caldo e, grazie al prestito di denaro di un amico, riuscì a trasferirsi con sua moglie nel Marocco francese, dove rimase dal settembre 1938 al marzo 1939.
Proprio in questo periodo Orwell si dedicò alla stesura di Una boccata d’aria, completato e dato alla stampa londinese nel marzo del 1939. La storia ha per protagonista George Bowling, un marito, padre e assicuratore quarantacinquenne che prevede la seconda guerra mondiale e cerca di ritrovare l’idilliaca innocenza vissuta durante l’infanzia e allo stesso tempo di sfuggire alla monotonia quotidiana ritornando a Lower Binfield, il luogo dove è cresciuto. Il romanzo a un tempo è ironico e pessimista, percorso dall’idea di fondo che gli speculatori edili, il mercantilismo e il capitalismo stiano uccidendo la parte migliore dell’Inghilterra rurale e siano anche la causa della comparsa di nuove minacce esterne.

## Trama
I temi dell’opera sono la nostalgia, la smania di cercare di tornare indietro e riconquistare le glorie del passato e la facilità con cui i sogni e le aspirazioni della propria giovinezza possono venire soffocati dalla routine monotona del lavoro, del matrimonio e dell'invecchiamento. È scritto in prima persona, con George Bowling che svela la sua vita e le sue esperienze mentre, da adulto, intraprende un viaggio di ritorno nella sua casa d'infanzia.
All'apertura del libro, Bowling ha un giorno di riposo per andare a Londra a ritirare la sua nuova dentiera. Un telegiornale sul contemporaneo re Zog d'Albania accende il collegamento ad un personaggio biblico, Og re di Basan, che ricorda citato nella chiesa domenicale che frequentava da bambino. Insieme a "qualche rumore nel traffico o l'odore di sterco di cavallo o qualcosa del genere", questi pensieri richiamano il ricordo della sua infanzia di figlio di un commerciante di semi poco ambizioso a Lower Binfield, sulle sponde del Tamigi. Bowling racconta la sua storia, soffermandosi su come un colpo di fortuna durante la Prima Guerra Mondiale gli abbia assicurato un lavoro confortevole, lontano da qualsiasi azione, e fornito contatti che in seguito lo hanno aiutato a diventare il venditore di successo che è oggi.
Bowling si chiede cosa fare con una modesta somma di denaro che ha vinto alle corse dei cavalli e che ha nascosto alla moglie e alla famiglia. Nella terza parte del romanzo, lui e sua moglie partecipano a una riunione del Left Book Club, dove Bowling rimane inorridito dall'odio mostrato dall'oratore antifascista e confuso dalle divagazioni marxiste dei comunisti che hanno partecipato alla riunione. Stufo, cerca il suo amico Porteous, il maestro in pensione, che però in questa occasione lo rende ancora più depresso.
L’uomo decide alla fine di utilizzare i soldi per un "viaggio nella memoria", tornando nei luoghi della sua infanzia, ma, una volta arrivato a Lower Binfield, trova il posto irriconoscibile. Bowling ricorda il lento e doloroso declino dell'attività di sementi di suo padre, causata dalla vicina concorrenza aziendale. Questo ricordo doloroso sembra averlo sensibilizzato nei confronti di ciò che vede come le devastazioni della “marcia del progresso”. L'ultima delusione è scoprire che la tenuta in cui era solito pescare è stata ricostruita, e lo stagno appartato in cui viveva l’enorme carpa che aveva sempre sognato di catturare si è ora trasformato in una discarica di rifiuti.
I cambiamenti sociali e materiali vissuti dal protagonista fin dall'infanzia fanno sembrare il suo passato lontano: l’idea che non sia possibile tornare davvero a casa e rivivere il passato pende pesantemente sul viaggio di Bowling, poiché egli si rende conto di quanto tutto sia notevolmente cambiato rispetto a come lo ricordava in giovinezza. Inoltre, durante l'avventura riceve segnali di una guerra imminente, e la minaccia delle bombe diventa reale quando ne atterra accidentalmente una sulla città.

## Personaggi
- George Bowling è un corpulento agente assicurativo quarantacinquenne, con due bambini e una casa in periferia.
- Joe Bowling è il fratello maggiore di George. Non è mai stato un intellettuale e, secondo George, “aveva una discreta conoscenza della meccanica”.  Non ha mai svolto un lavoro vero e proprio e faceva il fattorino per il negozio di semi di suo padre. Un giorno, quando George era più giovane, Joe ha rubato tutti i soldi dalla cassa del negozio. Diceva che avrebbe sempre voluto emigrare in America.
- Lo zio Ezekiel è un negoziante con convinzioni abbastanza liberali, che possedeva un assortimento di uccelli in gabbia all'interno del suo negozio come decorazione.
- Hilda Bowling, sua moglie, appartiene alla classe degli ufficiali in povertà di una famiglia anglo-indiana e dopo il matrimonio si è sistemata con un disgraziato di mezza età depresso e avvilito.
- Il vecchio Porteous è un maestro di scuola pubblica in pensione che vive la sua vita tra il latino il greco e il cricket.
- Elsie, l'ex fidanzata di George; i due si incontravano nel circolo dei lettori del vicario e rimasero insieme finché George non si arruolò. Al suo ritorno da adulto a Lower Binfield,     George la incontra e osserva che "la pelle bianca come il latte era sparita" e che ora assomiglia a "un cilindro con dei rigonfiamenti sporgenti", parla con un forte accento cockney e ha sposato un negoziante, anche lui di nome George.

## Collocazione tra le opere di Orwell
Come per le altre opere pubblicate in Europa durante la stagione più tragica della seconda guerra mondiale, non esistono le condizioni minime affinché ne venga apprezzato l’effettivo valore. Qualche anno dopo la fine dei bombardamenti, nel 1948, il romanzo viene dato alla ristampa, tuttavia Orwell non farà in tempo a prendere atto delle dimensioni del successo del suo scritto, poiché morirà nel gennaio del 1950.
Il romanzo è centrale nell’universo creativo di Orwell ed essenziale per meglio comprendere come quello stesso universo si sia potuto sviluppare contemporaneamente alle vicende più drammatiche della storia mondiale. In aggiunta, questo fu l’unico testo assieme a Giorni in Birmania a non essere mai ripudiato dal suo autore: egli continuerà anche in seguito a considerare Una Boccata d’Aria la sua opera più rappresentativa. L’opera si colloca al crocevia fra le due principali fasi della sua carriera letteraria: il romanzo, difatti, rappresenta il nodo e il veicolo della transizione dagli anni Trenta e gli anni Quaranta, in cui egli arriva a tesaurizzare il lungo apprendistato di scrittore e porta alla massima efficacia espressiva i messaggi più politici, inseriti all’interno di cornici letterarie che si rifanno alle convenzioni della favola, della satira e della distopia fantascientifica.
Una boccata d’aria fornisce un anticipo delle visioni postbelliche e delle fantasie apocalittiche che infestano la psiche di Bowling così come quella di Winston Smith, protagonista di 1984: in entrambi i casi si tratta di scenari cupi e desolati a cui i personaggi reagiscono idealizzando il periodo dell’infanzia e contrapponendolo alla meschinità del presente. La nostalgia è innescata in entrambi i casi da un istintivo interrogarsi sulle dinamiche della Storia e sulla funzione del ricordo nel plasmare l’identità degli individui e dei popoli. In un crescendo di inquietudine, in entrambe le narrazioni Orwell dà voce al timore che i meccanismi economici e i governi totalitari attuino una rimozione del passato volta a snaturare il senso di appartenenza, distorcere i criteri della coesione sociale e cancellare i valori tradizionali della tolleranza e della solidarietà.
Ma al di là del valore che Una boccata d’aria assume in relazione all’opera di Orwell, alla sua poetica e alla sua formazione politica, il fascino del romanzo è dovuto alla caratterizzazione psicologica del protagonista e, di riflesso, al ritratto sociologico e antropologico che egli delinea dell’Inghilterra che sta per precipitare nella seconda guerra mondiale. George Bowling non si allontana dagli altri eroi di Orwell: figure isolate, quasi marginali e proprio per questo autentiche, indipendenti e moralmente autorevoli, qualità di cui sono orgogliosi e che difendono con ostinazione. Nel suo caso, però, sono piuttosto evidenziati gli atteggiamenti dell’«uomo medio», sintomo della volontà dell'autore di rivolgersi a un uditorio il più vasto possibile e di sollecitarlo a una riflessione etica. Con l’opportuna dose di ironia e disincanto, Bowling descrive infatti il tramonto di un’epoca – a grandi linee quella vittoriana – e la nostalgia che ne consegue, per infine accettare l’impossibilità di riportare a galla il passato. Come Orwell, George Bowling è un pragmatico istintivo e avverte una nausea intollerabile per i ragionamenti non collegati alla realtà pratica dei fatti: il protagonista nel corso del romanzo realizza che quel ritornare continuo alla poesia e alla classicità non è altro che un pretesto per chiudere gli occhi sulle specificità e sui pericoli del presente.

## Stile e influenze
Nel loro studio del 1972 su Orwell, Peter Stansky e William Abrahams misero in luce l'influenza sulle sue opere di Herbert George Wells, che era stato tra i suoi autori preferiti mentre frequentava la scuola elementare nel Sussex. Come per altri scrittori che aveva letto nel periodo scolastico, quali Kipling, Wodehouse, Swift, Shaw, Thackeray aveva una stima incrollabile nei suoi confronti: ciò che apprezzava di Wells non era il polemista che divenne in seguito, ma il romanziere la cui evocazione di certi aspetti della vita in Inghilterra antecedente alla Prima Guerra Mondiale hanno ricordato a Orwell esperienze analoghe alla sua.
Lo scrittore Michael Levenson ha altresì sottolineato l'influenza di Henry Miller in questa fase della vita di Orwell, in particolare relativa all'atteggiamento del primo nei confronti di ciò che stava accadendo nel mondo. Miller vede cosa sta succedendo, ma non sente alcun impulso a intervenire o controllare il processo che sta subendo: "George Bowling è il Giona di Orwell e Coming Up For Air è per molti aspetti un contributo alla scuola di Miller". Circondato da ogni parte da lavoro, casa e storia, Bowling non comprende il mondo politico né cerca di cambiarlo. Vuole semplicemente riscoprire i motivi della felicità. Nel suo movimento centrale, Coming Up For Air è una ripresa senza imbarazzo e affermativa dell'innocenza del primo secolo: infanzia, vita familiare e vagabondaggio in campagna. Il ruolo della pesca in Una boccata d'aria è l'equivalente del sesso in Tropico del Cancro di Miller: "La pesca", come dice Bowling, "è l'opposto della guerra".

## Risposte della critica
Il romanzo vendette tremila copie, mille delle quali rappresentavano una seconda tiratura e superò così il triste riscontro nelle librerie che aveva incontrato la pubblicazione di Omaggio alla Catalogna; le recensioni erano tra le migliori che Orwell avesse ricevuto per un romanzo. Alcune tra le critiche più diffuse sono dovute alla scelta di scrivere il romanzo in prima persona, lasciando narrare le vicende direttamente al protagonista. Secondo Margery Allingham, questo espediente, sebbene abbia l'importante virtù di rendere la narrazione chiara e di facile lettura, tende a falsificare il personaggio.
Gli scrittori Peter Stansky e William Abrahams notarono l’inclemenza con cui Eric Blair guardava al mondo prima del 1914 - quel mondo in cui era cresciuto - mentre George Orwell riuscì a dimostrarsi superiore a ciò che è accaduto in seguito, e a guardarsi indietro con nostalgia in Una boccata d’aria.
Lo scrittore John Wain giudicò il romanzo "non un successo in termini romanzeschi", ma lo considerò "un'opera più cupa di Fiorirà l’aspidistra, nella quale tutti hanno paura del licenziamento, bramano più soldi e sicurezza, si assoggettano al capo. Qui, quando Bowling pensa al futuro, teme non solo l'onnipresente insicurezza finanziaria e il lavoro senza fine, ma anche la nuova razza di tiranni". Inoltre, Wain mise in relazione Una boccata d'aria con un saggio di Orwell del 1946 dal titolo Some thoughts on the common toad, nel quale l'autore sosteneva che "conservando l'amore della propria infanzia per cose come alberi, pesci, farfalle e rospi, si rende un po' più probabile un futuro pacifico e dignitoso". La spiccata amarezza che caratterizza Una boccata d’aria è data dal fatto che, oltre a richiamare i due spettri gemelli del totalitarismo e della povertà, tratta anche dell'impossibilità di “conservare l'amore della propria infanzia per cose come alberi, pesci, farfalle'' perché appunto mette in scena un mondo in cui queste cose semplicemente non esistono più.